# Ernest Dawkins
Ernest Dawkins est un saxophoniste de jazz américain né le 2 novembre 1953, qui est principalement actif dans les domaines du free jazz et du post-bop.
Ernest Khabeer Dawkins était un voisin d'Anthony Braxton durant son enfance. Tôt dans sa vie, il a joué de la basse et de la batterie avant de passer au saxophone en 1973. Durant cette décennie, il a commencé à étudier avec les membres de l'Association pour l'Avancement des Musiciens Créatifs (Association for the Advancement of Creative Musicians), comme Joseph Jarman et Chico Freeman, ainsi qu'à l'Université de Musique Vandercook. Il a travaillé avec Ed Wilkerson, l'ensemble Ethnic Heritage et Douglas Ewart. Il a ensuite fondé son propre ensemble New Horizons qui jouait régulièrement à Chicago dans les années 2000, ainsi que dans des festivals de jazz et dans des tournées en Europe.

## Discographie
- South Side Street Songs (Silkheart Records, 1994)
- Chicago Now, Vol. 1 (Silkheart, 1994)
- Chicago Now, Vol. 2 (Silkheart, 1994)
- Jo'Burg Jump (Delmark Records, 2000)
- Cape Town Shuffle: Live at Hot House (Delmark, 2003)
- Mean Ameen (New Horizons Ensemble) (Delmark, 2004)
- The Messenger: Live at the Original Velvet Lounge (New Horizons Ensemble) (CD and DVD) (Delmark, 2006)
- The Prairie Prophet (New Horizons Ensemble) (Delmark, 2011)
- (en) Velvet Songs - To Baba Fred Anderson (Chicago Trio) (RogueArt, 2011)
- Afro Straight (Delmark, 2012)